# Osmarsleben
Osmarsleben is een plaats en voormalige gemeente in de Duitse deelstaat Saksen-Anhalt, en maakt deel uit van de Landkreis Salzlandkreis.
Osmarsleben telt circa 500 inwoners.

## Geschiedenis
De toenmalige zelfstandige gemeente is in 1950 geannexeerd door Güsten.

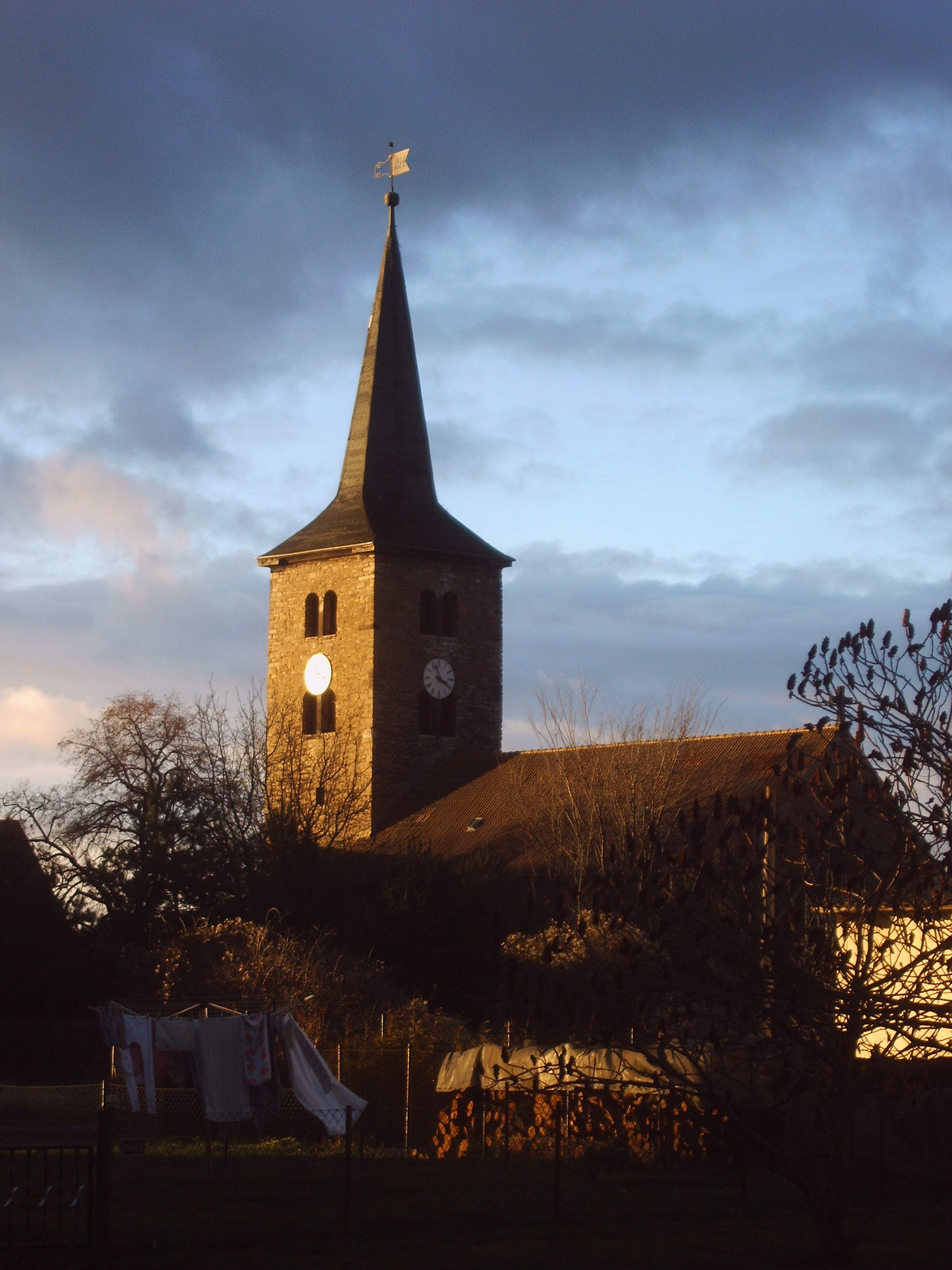
St. Johanneskerk in Osmarsleben